# Collegio di Cynon Valley
Cynon Valley è stato un collegio elettorale gallese rappresentato alla Camera dei comuni del Parlamento del Regno Unito. Eleggeva un membro del parlamento con il sistema maggioritario a turno unico; il collegio è stato abolito in occasione della revisione periodica del 2024.

## Estensione
- 1983-2010: il Borough di Cynon Valley.
- 2010-2024: le divisioni elettorali del distretto di contea di Rhondda Cynon Taf di Aberaman North, Aberaman South, Abercynon, Aberdare East, Aberdare West/Llwydcoed, Cilfynydd, Cwmbach, Glyncoch, Hirwaun, Mountain Ash East, Mountain Ash West, Penrhiwceiber, Pen-y-waun, Rhigos e Ynysybwl.

Il collegio comprendeva le città di Aberdare, Mountain Ash, Cilfynydd, Abercynon e Hirwaun.

## Membri del parlamento
| Elezione | Elezione    | Deputato         | Partito          |
| -------- | ----------- | ---------------- | ---------------- |
|          | 1983        | Ioan Evans       | Laburista Co-Op  |
|          | 1984 (S)    | Ann Clwyd        | Laburista        |
| 2019     | Beth Winter |                  | Laburista        |
|          | 2024        | Collegio abolito | Collegio abolito |

## Elezioni

### Elezioni negli anni 2010
| Partito                    | Partito                                | Candidato                  | Risultati 12 dicembre 2019 | Risultati 12 dicembre 2019 |
| Partito                    | Partito                                | Candidato                  | Voti                       | %                          |
| -------------------------- | -------------------------------------- | -------------------------- | -------------------------- | -------------------------- |
|                            | Laburista                              | Beth Winter                | 15 533                     | 51,37                      |
|                            | Conservatore                           | Pauline Church             | 6 711                      | 22,20                      |
|                            | Brexit                                 | Rebecca Rees-Evans         | 3 045                      | 10,07                      |
|                            | Plaid Cymru                            | Geraint Benney             | 2 562                      | 8,47                       |
|                            | Cynon Valley                           | Andrew Chainey             | 1 322                      | 4,37                       |
|                            | Lib Dem                                | Steve Bray                 | 949                        | 3,14                       |
|                            | Social Democratico                     | Ian McLean                 | 114                        | 0,38                       |
|                            |                                        |                            |                            |                            |
| Iscritti                   | Iscritti                               | Iscritti                   | 51 134                     | 100,00                     |
| ↳ Votanti (% su iscritti)  | ↳ Votanti (% su iscritti)              | ↳ Votanti (% su iscritti)  | 30 236                     | 59,13                      |
| ↳ Astenuti (% su iscritti) | ↳ Astenuti (% su iscritti)             | ↳ Astenuti (% su iscritti) | 20 898                     | 40,87                      |
|                            |                                        |                            |                            |                            |
|                            | Esito: collegio confermato a Laburista |                            |                            |                            |

| Partito                    | Partito                                | Candidato                  | Risultati 8 giugno 2017 | Risultati 8 giugno 2017 |
| Partito                    | Partito                                | Candidato                  | Voti                    | %                       |
| -------------------------- | -------------------------------------- | -------------------------- | ----------------------- | ----------------------- |
|                            | Laburista                              | Ann Clwyd                  | 19 404                  | 61,02                   |
|                            | Conservatore                           | Keith Dewhurst             | 6 166                   | 19,39                   |
|                            | Plaid Cymru                            | Liz Walters                | 4 376                   | 13,76                   |
|                            | UKIP                                   | Ian McLean                 | 1 271                   | 4,00                    |
|                            | Lib Dem                                | Nicola Knight              | 585                     | 1,84                    |
|                            |                                        |                            |                         |                         |
| Iscritti                   | Iscritti                               | Iscritti                   | 51 293                  | 100,00                  |
| ↳ Votanti (% su iscritti)  | ↳ Votanti (% su iscritti)              | ↳ Votanti (% su iscritti)  | 31 802                  | 62,00                   |
| ↳ Astenuti (% su iscritti) | ↳ Astenuti (% su iscritti)             | ↳ Astenuti (% su iscritti) | 19 491                  | 38,00                   |
|                            |                                        |                            |                         |                         |
|                            | Esito: collegio confermato a Laburista |                            |                         |                         |

| Partito                    | Partito                                | Candidato                  | Risultati 7 maggio 2015 | Risultati 7 maggio 2015 |
| Partito                    | Partito                                | Candidato                  | Voti                    | %                       |
| -------------------------- | -------------------------------------- | -------------------------- | ----------------------- | ----------------------- |
|                            | Laburista                              | Ann Clwyd                  | 14 532                  | 47,69                   |
|                            | Plaid Cymru                            | Cerith Griffiths           | 5 126                   | 16,82                   |
|                            | UKIP                                   | Rebecca Rees-Evans         | 4 976                   | 16,33                   |
|                            | Conservatore                           | Keith Dewhurst             | 3 676                   | 12,06                   |
|                            | Lib Dem                                | Angharad Jones             | 830                     | 2,72                    |
|                            | Verdi                                  | John Matthews              | 799                     | 2,62                    |
|                            | Laburista Socialista                   | Chris Beggs                | 533                     | 1,75                    |
|                            |                                        |                            |                         |                         |
| Iscritti                   | Iscritti                               | Iscritti                   | 51 386                  | 100,00                  |
| ↳ Votanti (% su iscritti)  | ↳ Votanti (% su iscritti)              | ↳ Votanti (% su iscritti)  | 30 472                  | 59,30                   |
| ↳ Astenuti (% su iscritti) | ↳ Astenuti (% su iscritti)             | ↳ Astenuti (% su iscritti) | 20 914                  | 40,70                   |
|                            |                                        |                            |                         |                         |
|                            | Esito: collegio confermato a Laburista |                            |                         |                         |

| Partito                    | Partito                                | Candidato                  | Risultati 6 maggio 2010 | Risultati 6 maggio 2010 |
| Partito                    | Partito                                | Candidato                  | Voti                    | %                       |
| -------------------------- | -------------------------------------- | -------------------------- | ----------------------- | ----------------------- |
|                            | Laburista                              | Ann Clwyd                  | 15 681                  | 52,49                   |
|                            | Plaid Cymru                            | Dafydd Trystan Davies      | 6 064                   | 20,30                   |
|                            | Lib Dem                                | Lee Thacker                | 4 120                   | 13,79                   |
|                            | Conservatore                           | Juliette Ash               | 3 010                   | 10,07                   |
|                            | UKIP                                   | Frank Hughes               | 1 001                   | 3,35                    |
|                            |                                        |                            |                         |                         |
| Iscritti                   | Iscritti                               | Iscritti                   | 50 637                  | 100,00                  |
| ↳ Votanti (% su iscritti)  | ↳ Votanti (% su iscritti)              | ↳ Votanti (% su iscritti)  | 29 876                  | 59,00                   |
| ↳ Astenuti (% su iscritti) | ↳ Astenuti (% su iscritti)             | ↳ Astenuti (% su iscritti) | 20 761                  | 41,00                   |
|                            |                                        |                            |                         |                         |
|                            | Esito: collegio confermato a Laburista |                            |                         |                         |

### Elezioni negli anni 2000
| Partito                    | Partito                                | Candidato                  | Risultati 5 maggio 2005 | Risultati 5 maggio 2005 |
| Partito                    | Partito                                | Candidato                  | Voti                    | %                       |
| -------------------------- | -------------------------------------- | -------------------------- | ----------------------- | ----------------------- |
|                            | Laburista                              | Ann Clwyd                  | 17 074                  | 64,07                   |
|                            | Plaid Cymru                            | Geraint Benney             | 3 815                   | 14,32                   |
|                            | Lib Dem                                | Margaret Phelps            | 2 991                   | 11,22                   |
|                            | Conservatore                           | Antonia Dunn               | 2 062                   | 7,74                    |
|                            | UKIP                                   | Sue Davies                 | 705                     | 2,65                    |
|                            |                                        |                            |                         |                         |
| Iscritti                   | Iscritti                               | Iscritti                   | 45 395                  | 100,00                  |
| ↳ Votanti (% su iscritti)  | ↳ Votanti (% su iscritti)              | ↳ Votanti (% su iscritti)  | 26 647                  | 58,70                   |
| ↳ Astenuti (% su iscritti) | ↳ Astenuti (% su iscritti)             | ↳ Astenuti (% su iscritti) | 18 748                  | 41,30                   |
|                            |                                        |                            |                         |                         |
|                            | Esito: collegio confermato a Laburista |                            |                         |                         |

| Partito                    | Partito                                | Candidato                  | Risultati 7 giugno 2001 | Risultati 7 giugno 2001 |
| Partito                    | Partito                                | Candidato                  | Voti                    | %                       |
| -------------------------- | -------------------------------------- | -------------------------- | ----------------------- | ----------------------- |
|                            | Laburista                              | Ann Clwyd                  | 17 685                  | 65,60                   |
|                            | Plaid Cymru                            | Steven J. Cornelius        | 4 687                   | 17,39                   |
|                            | Lib Dem                                | Ian Parry                  | 2 541                   | 9,43                    |
|                            | Conservatore                           | Julian Waters              | 2 045                   | 7,59                    |
|                            |                                        |                            |                         |                         |
| Iscritti                   | Iscritti                               | Iscritti                   | 48 660                  | 100,00                  |
| ↳ Votanti (% su iscritti)  | ↳ Votanti (% su iscritti)              | ↳ Votanti (% su iscritti)  | 26 958                  | 55,40                   |
| ↳ Astenuti (% su iscritti) | ↳ Astenuti (% su iscritti)             | ↳ Astenuti (% su iscritti) | 21 702                  | 44,60                   |
|                            |                                        |                            |                         |                         |
|                            | Esito: collegio confermato a Laburista |                            |                         |                         |

## Risultati dei referendum

### Referendum sulla permanenza del Regno Unito nell'Unione europea del 2016
|             | Collegio     | Lasciare UE % | Rimanere in UE % |
| ----------- | ------------ | ------------- | ---------------- |
|             | Cynon Valley | 56,9%         | 43,1%            |
| Galles      | 52,5%        | 47,5%         |                  |
| Regno Unito | 51,9%        | 48,1%         |                  |